# Agapa
De Agapa (Russisch: Агапа) is een Russische rivier in het noordwesten van kraj Krasnojarsk en is een linker zijrivier van de Pjasina. De rivier wordt gevormd door de samenloop van de rivieren Verchnjaja Agapa en Nizjnjaja Agapa, die ontstaan in de meren ten westen van het Pjasinomeer en stroomt over het Noord-Siberisch Laagland. De rivier wordt gevoed door sneeuw en regen.